# 马里奥·德·摩纳哥

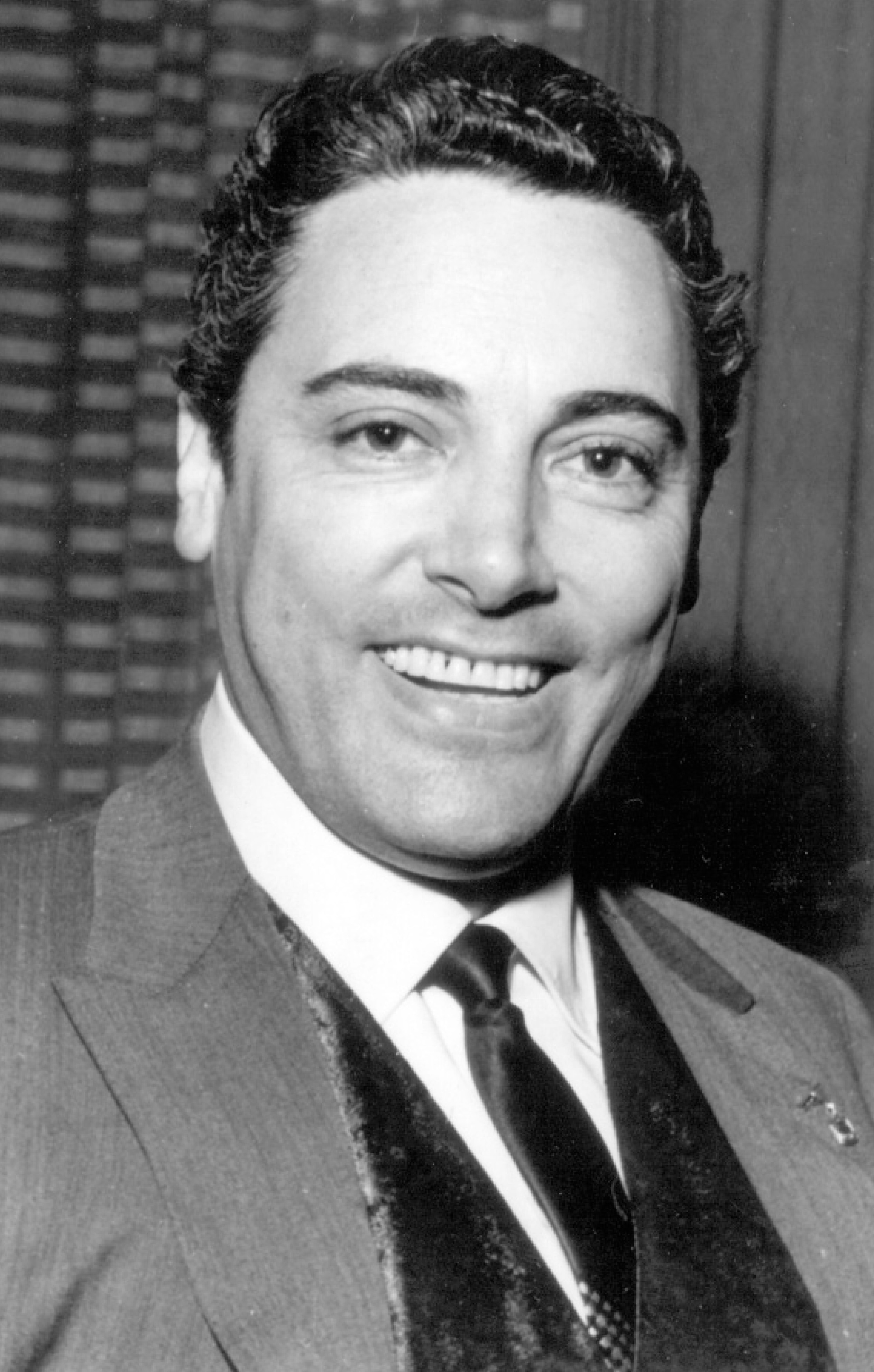
马里奥·德·摩纳哥的照片

马里奥·德·摩纳哥（義大利語：Mario del Monaco，1915年7月27日—1982年10月16日），著名義大利男高音歌劇唱家，被認為20世紀聲音最響亮的男高音歌唱家。

## 外部連結
- 马里奥·德·摩纳哥的Discogs页面（英文）